# Flanders Classics

Logo de Flanders Classics depuis 2023

Flanders Classics est une entreprise et un label regroupant plusieurs courses cyclistes sur route flamandes. Elle a été créée en 2009 par le groupe de média De Vijver, à l'initiative de son dirigeant Wouter Vandenhaute, et appartient depuis 2011 à Corelio et De Vijver, à parts égales.

## Description
Flanders Classics vise à réaliser des économies d'échelle dans l'organisation des courses rassemblées sous ce label, et à promouvoir celles-ci. Outre le Tour des Flandres et le Circuit Het Nieuwsblad, qui appartiennent à De Vijver, Flanders Classics rassemble à partir de 2010 À travers les Flandres, Gand-Wevelgem, le Grand Prix de l'Escaut et la Flèche brabançonne. Le label Flanders Classics permet à Woestijnvis (nl), société de production filiale de De Vijver, de mettre en image ces courses et de les vendre aux sponsors et aux diffuseurs télévisés sous la forme d'un seul produit.
Depuis avril 2013, Flanders Classics est dirigée par Gilbert Van Fraeyenhoven, un proche de Wouter Vandenhaute qui est également nommé directeur général de Woestijnvis.
Flanders Classics devient l'organisateur de l'Amstel Gold Race à partir de 2025.

## Épreuves
Les épreuves sont les suivantes :

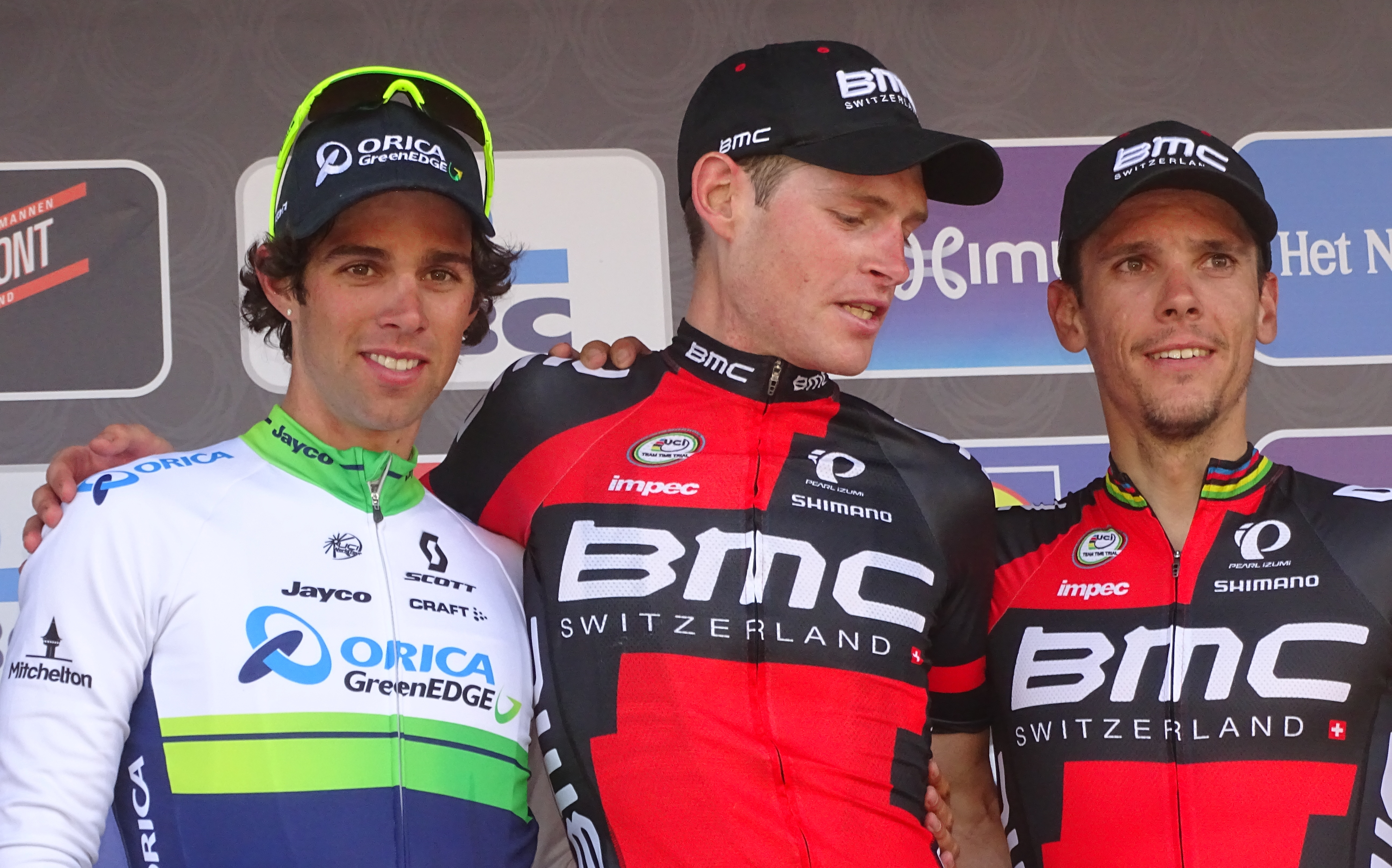
Podium de la Flèche brabançonne 2015 à Overijse organisée par Flanders Classics avec Michael Matthews (2e), Ben Hermans (1er) et Philippe Gilbert (3e).

- Circuit Het Nieuwsblad (Omloop Het Nieuwsblad) : C'est la première course de la saison cycliste belge. Elle a lieu un samedi, à la fin février.
- Gand-Wevelgem (Gent-Wevelgem) : La première des trois classiques flandriennes disputées le dimanche, elle a lieu entre Milan-San Remo et le Tour des Flandres.
- À travers les Flandres (Dwars door Vlaanderen) : C'était la première course de la semaine flandrienne. Depuis 2018, elle a lieu le mercredi entre Gand-Wevelgem et le Tour des Flandres.
- Tour des Flandres (Ronde van Vlaanderen) : La seule course flandrienne des cinq monuments du cyclisme, elle est organisée le premier dimanche d'avril.
- Grand Prix de l'Escaut (Scheldeprijs) : Cette course se déroule le mercredi entre le Tour des Flandres et Paris-Roubaix.
- Flèche brabançonne (Brabantse Pijl) : Cette course se déroule le mercredi entre Paris-Roubaix et Amstel Gold Race, elle fait le lien entre les flandriennes et les ardennaises.
- Brussels Cycling Classic : Connu jusqu'en 2012 sous le nom de «Paris – Bruxelles», c'est la seule course organisée par Flanders Classics en fin de saison, elle a lieu un dimanche de septembre.